# Ringvaart van de Haarlemmermeerpolder
De Ringvaart van de Haarlemmermeerpolder is de ruim 60 kilometer lange ringvaart die rondom de Haarlemmermeerpolder loopt.
In 1839 is begonnen met graven door duizenden arbeidskrachten. De vaart is gegraven door het oude land, langs het toenmalige meer. Er werd zo veel mogelijk de bestaande kustlijn gevolgd, maar op drie plaatsen, Vijfhuizen, Lisserbroek en Huigsloot, werden bestaande landtongen doorgraven die zodoende later in de Haarlemmermeerpolder kwamen.
In 1845 was de ringvaart gegraven, maar waren er in de ringdijk nog enkele openingen voor de scheepvaart. In 1848 was de ringdijk voltooid en kon begonnen worden met de droogmaking. In 1852 viel de Haarlemmermeer droog. De Ringvaart behoort tot de boezem van het Hoogheemraadschap van Rijnland. Tussen de Nieuwe Meer in Amsterdam en Oude Wetering vormt de Ringvaart een onderdeel van de scheepvaartverbinding tussen Amsterdam, Gouda en Rotterdam (Staande Mastroute).

## Gemalen
Aan de Ringvaart bevinden zich de volgende 19e-eeuwse gemalen:

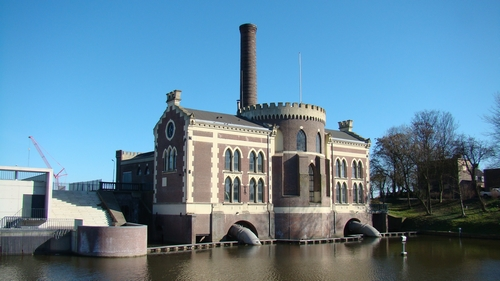
Gemaal De Lynden in Lijnden
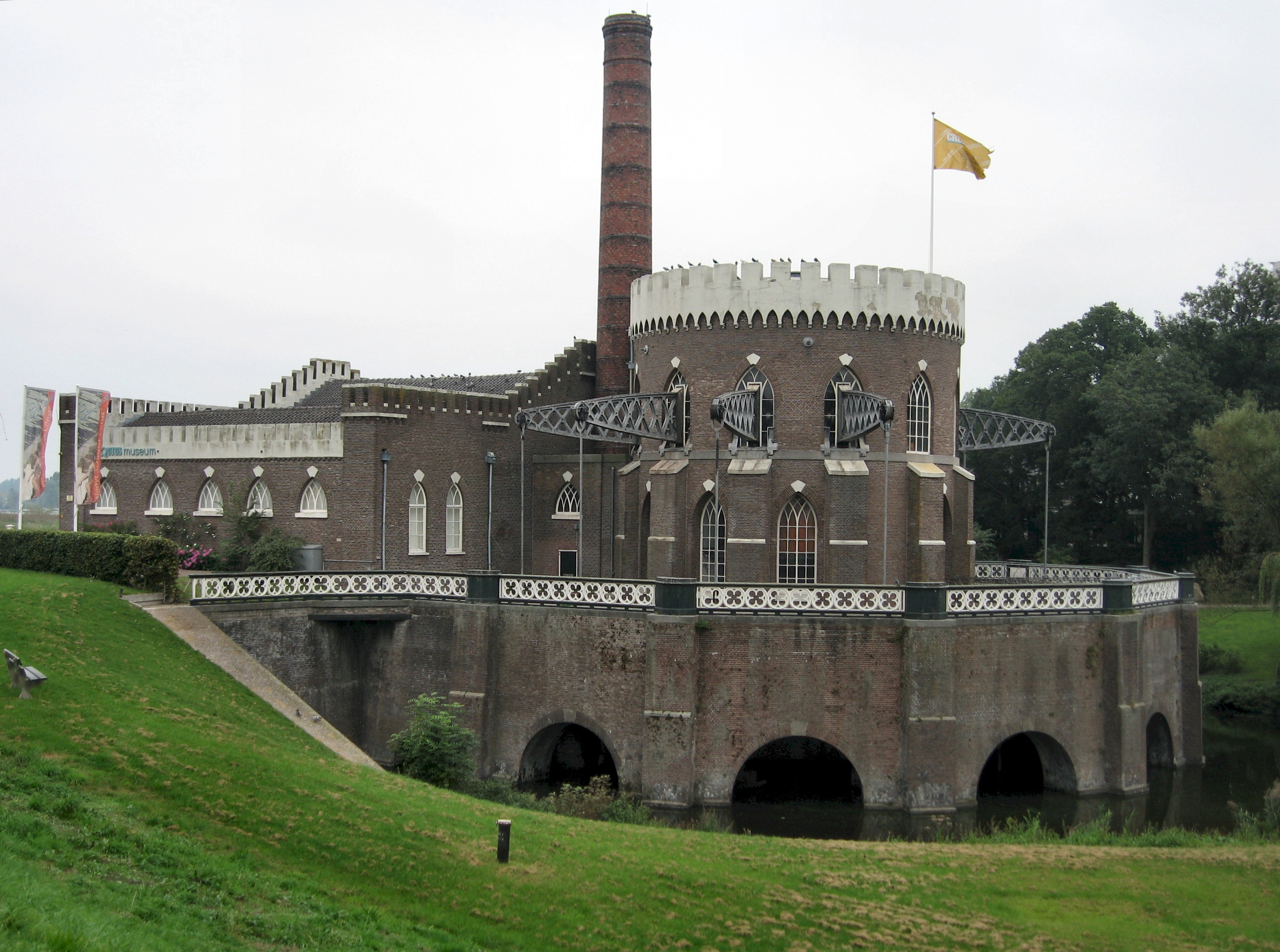
Gemaal De Cruquius in Cruquius
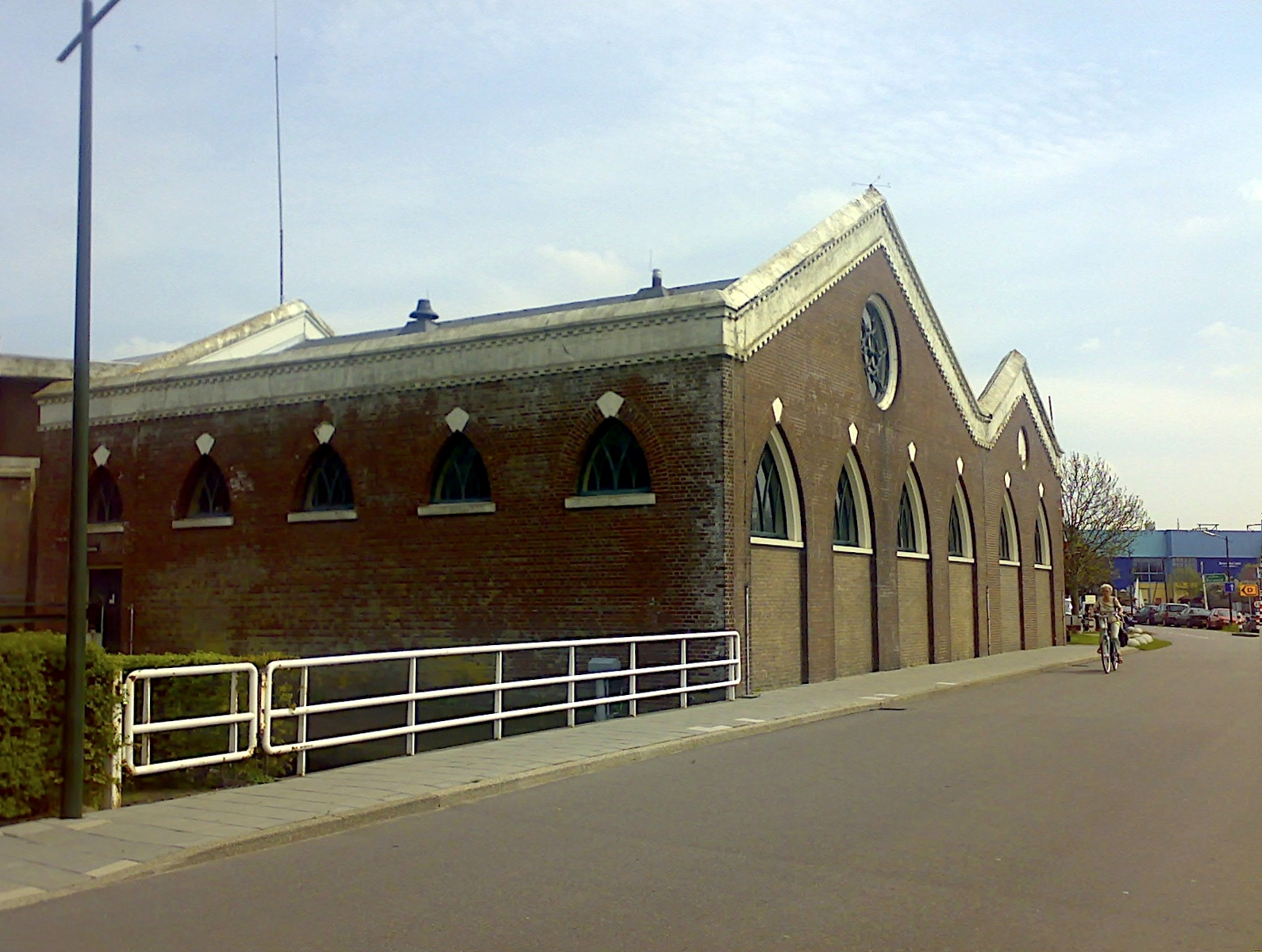
Gemaal De Leeghwater in Buitenkaag
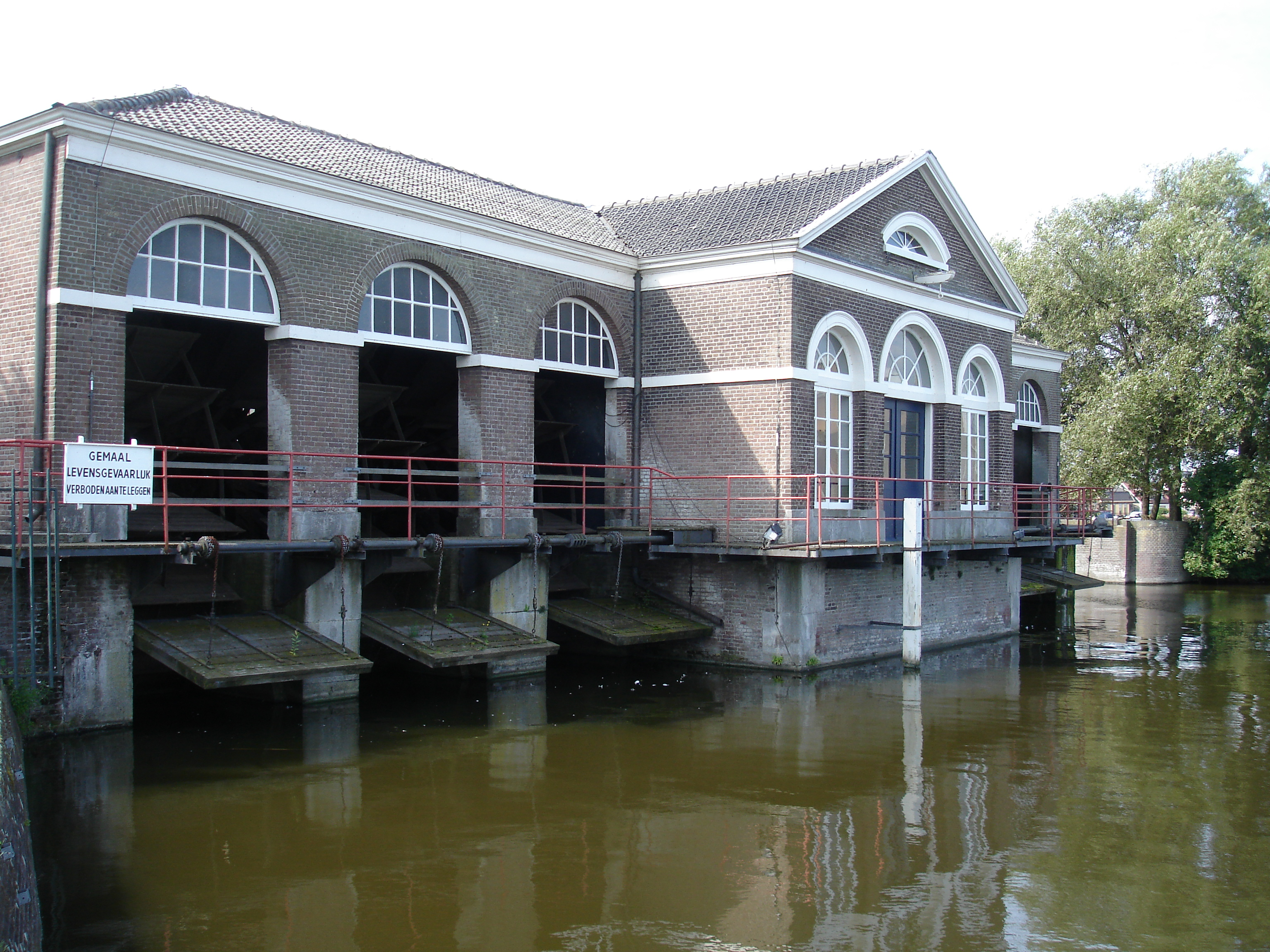
Stoomgemaal Halfweg in Halfweg

Al deze historische gemalen hebben de status rijksmonument.
Daarnaast zijn er ook moderne elektrische gemalen gebouwd: De Bolstra (1991, bij de Aalsmeerderdijk), Gemaal Koning Willem I (2001, bij de Cruquiusdijk) en het nieuwe Gemaal De Lynden in Lijnden (2005). Deze moderne gemalen zijn, in tegenstelling tot de historische, niet opvallend.

## Oeververbindingen
De A4 kruist de Ringvaart ten oosten van de Kagerplassen door middel van het Aquaduct Ringvaart Haarlemmermeer. Hiernaast is inmiddels een tweede aquaduct gebouwd voor de Hogesnelheidslijn tussen Amsterdam en Rotterdam en later een derde vanwege de verbreding van de A4. Verder is er nog een aquaduct voor een busbaan van de Zuidtangent en gaat ook de N201 onder het water door. De A44, A9 (2 keer) en A5 kruisen de ringvaart middels bruggen.
Voor een compleet overzicht van alle oeververbindingen:

## Forten
Bij de aanleg werden vier forten gebouwd ter aanvulling van de posten van Krayenhoff. Het betroffen Fort aan het Schiphol, Fort aan de Liede, Fort bij Heemstede en Fort aan de Nieuwe Meer.

## Plaatsen en gebieden
Met de klok mee liggen de volgende plaatsen en gebieden langs de Ringvaart: 
- Zwanenburg tegenover Halfweg
- Lijnden
- Badhoevedorp tegenover De Aker en Sloten
- Nieuwe Meer (buurtschap) tegenover de Nieuwe Meer en het Amsterdamse Bos
- Schiphol-Oost tegenover Amstelveen
- Oude Meer
- Aalsmeerderbrug tegenover Aalsmeer
- Rijsenhout
- Burgerveen tegenover de Westeinder Plassen
- Leimuiderbrug tegenover Leimuiden
- Weteringbrug tegenover Oude Wetering
- Vredeburg tegenover Nieuwe Wetering
- Huigsloot
- Buitenkaag tegenover de Kaag
- Lisserbroek tegenover Lisse
- Beinsdorp tegenover Hillegom
- Zwaanshoek tegenover Bennebroek
- Cruquius tegenover Heemstede
- Vijfhuizen tegenover Schalkwijk (Haarlem)
- Nieuwebrug tegenover Haarlem
- De Liede tegenover Haarlemmerliede

De namen van de ringdijk zijn, in dezelfde volgorde: Zwanenburgerdijk, Lijnderdijk, Akerdijk, Nieuwemeerdijk, Schipholdijk met Gemaal Schipholdijk, Aalsmeerderdijk, Leimuiderdijk, Huigsloterdijk, Lisserdijk, Hillegommerdijk, Bennebroekerdijk, Cruquiusdijk en Vijfhuizerdijk.

## Gemeente Haarlemmermeer
Door een grenscorrectie tussen Haarlemmermeer en de gemeente Amsterdam is op 1 januari 2014 de gemeentegrens verschoven naar het midden van de Ringvaart, waardoor in het water liggende woonboten aan Amsterdamse zijde vanaf die datum in Amsterdam liggen en niet langer in een Haarlemmermeerse woonplaats, zoals voorheen. 20 ha is daarmee overgaan naar Amsterdam.